# Saison 1964-1965 du MO Constantine
Pour un article plus général, voir MO Constantine.
Chronologie
Saison précédente Saison suivante
La saison 1964-1965 du l'MO Constantine est la 3e saison du club en première division du championnat d'Algérie depuis l'indépendance de l'Algérie. Les matchs se déroulent dans le championnat d'Algérie et en Coupe d'Algérie.

## Compétitions

### Championnat

#### Rencontres
| Date                                           | journée     | Adversaire     | Lieu | Résultat | Buteurs pour l'MOC                                  | Références                                                      |
| MATCHES ALLER                                  |             |                |      |          |                                                     |                                                                 |
| 13 septembre 1964                              | 1re journée | JSM Tiaret     | dom. | 1-0      | soufiane 72 e                                       | la voix de l'oranie numero 210 du dimanche 6 aout 2000 page 21. |
| 27 septembre 1964                              | 2e journée  | ES Mostaganem  | ext. | 3-1      | Zefzef 75e                                          | la voix de l'oranie numero 210 du dimanche 6 aout 2000 page 21. |
| 4 octobre 1964                                 | 3e journée  | ES Guelma      | dom. | 2-5      |                                                     | la voix de l'oranie numero 211 du lundi 7 aout 2000 page 21.    |
| 18 octobre 1964                                | 4e journée  | ASM Oran       | ext. | 1-1      | Soufiane 22e                                        | la voix de l'oranie numero 211 du lundi 7 aout 2000 page 21.    |
| 25 octobre 1964                                | 5e journée  | CR Belcourt    | dom. | 1-0      |                                                     |                                                                 |
| 8 novembre 1964                                | 6e journée  | USM Alger      | ext. | 4-0      |                                                     |                                                                 |
| 15 novembre 1964                               | 7e journée  | ES Sétif       | dom. | 0-0      | -                                                   |                                                                 |
| 22 novembre 1964                               | 8e journée  | USM Annaba     | ext. | 2-2      |                                                     |                                                                 |
| 6 décembre 1964                                | 9e journée  | USM Sétif      | ext. | 0-1      |                                                     |                                                                 |
| 20 décembre 1964                               | 10e journée | USM Blida      | dom. | 1-2      |                                                     |                                                                 |
| dimanche14 février 1965 a saida (match retard) | 11e journée | MC Saida       | ext. | 2-2      |                                                     |                                                                 |
| 17 janvier 1965                                | 12e journée | NA Hussein Dey | dom. | 0 - 3    | Défaite du moc sur tapis-vert (sur le terrain (0-0) |                                                                 |
| 24 janvier 1965                                | 13e journée | MC Oran        | ext. | 2-1      | Soufiane 36e                                        |                                                                 |
| 31 janvier 1965                                | 14e journée | MSP Batna      | dom. | 1-3      |                                                     |                                                                 |
| 7 février 1965                                 | 15e journée | MC Alger       | ext. | 0-3*     | gain du moc par pénalité                            |                                                                 |
| MATCHS RETOUR                                  |             |                |      |          |                                                     |                                                                 |
| 21 février 1965                                | 16e journée | JSM Tiaret     | ext. | 3-0      |                                                     |                                                                 |
| 28 février 1965                                | 17e journée | ES Mostaganem  | dom. | 1-1      |                                                     |                                                                 |
| 7 mars 1965                                    | 18e journée | ES Guelma      | ext. | 3-2      |                                                     |                                                                 |
| 21 mars 1965                                   | 19e journée | ASM Oran       | dom. | 1-2      | Abdenouri (2) ?                                     |                                                                 |
| 4 avril 1965                                   | 20e journée | CR Belcourt    | ext. | 8-1      | Belbacha 10e                                        |                                                                 |
| 11 avril 1965                                  | 21e journée | USM Alger      | dom. | 3-1      |                                                     |                                                                 |
| 18 avril 1965                                  | 22e journée | ES Sétif       | ext. | 2-0      |                                                     |                                                                 |
| 1er mai 1965 (match retard)                    | 23e journée | USM Annaba     | dom. | 1-0      |                                                     |                                                                 |
| 16 mai 1965                                    | 24e journée | USM Sétif      | dom. | 1-1      |                                                     |                                                                 |
| 23 mai 1965                                    | 25e journée | USM Blida      | ext. | 1-1      |                                                     |                                                                 |
| 30 mai 1965                                    | 26e journée | MC Saida       | dom. | 1-0      |                                                     |                                                                 |
| 6 juin 1965                                    | 27e journée | NA Hussein Dey | ext. | 1-0      |                                                     |                                                                 |
| 13 juin 1965                                   | 28e journée | MC Oran        | dom. | 2-0      | Zefzef 44e 78e                                      |                                                                 |
| 27 juin 1965                                   | 29e journée | MSP Batna      | ext. | 0-0      |                                                     |                                                                 |
| 3 juillet 1965                                 | 30e journée | MC Alger       | dom. | 2-0      | Boudmagh 75e, Zefzef 82e                            |                                                                 |

### Journées 1 à 15

#### Classement final
Le classement est établi sur le barème de points suivant : une victoire vaut 3 points, un match nul 2 points et une défaite 1 point.
| Rang | Équipe         | Pts | J  | G  | N  | P  | Bp | Bc | Diff |
| ---- | -------------- | --- | -- | -- | -- | -- | -- | -- | ---- |
| 1    | CR Belcourt    | 72  | 30 | 19 | 4  | 7  | 66 | 24 | +42  |
| 2    | MSP Batna      | 69  | 30 | 16 | 7  | 7  | 37 | 21 | +16  |
| 3    | ES Guelma      | 65  | 30 | 13 | 9  | 8  | 40 | 42 | -2   |
| 4    | NA Hussein Dey | 64  | 30 | 13 | 8  | 9  | 38 | 32 | +6   |
| 5    | MC Oran        | 62  | 30 | 12 | 7  | 11 | 38 | 31 | +7   |
| 6    | ES Sétif       | 62  | 30 | 12 | 8  | 10 | 31 | 31 | 0    |
| 7    | ES Mostaganem  | 59  | 30 | 11 | 7  | 12 | 36 | 40 | -4   |
| 8    | MC Saïda C     | 59  | 30 | 8  | 13 | 9  | 40 | 46 | -6   |
| 9    | USM Sétif      | 58  | 30 | 10 | 9  | 10 | 29 | 34 | -5   |
| 10   | USM Blida -1   | 57  | 30 | 8  | 12 | 10 | 36 | 37 | -1   |
| 11   | ASM Oran       | 57  | 30 | 9  | 9  | 12 | 29 | 38 | -9   |
| 12   | USM Annaba T   | 56  | 30 | 11 | 4  | 15 | 42 | 53 | -11  |
| 13   | MO Constantine | 56  | 30 | 9  | 8  | 13 | 32 | 49 | -17  |
| 14   | MC Alger       | 54  | 30 | 8  | 8  | 14 | 31 | 36 | -5   |
| 15   | JSM Tiaret     | 54  | 30 | 6  | 12 | 12 | 31 | 38 | -7   |
| 16   | USM Alger      | 54  | 30 | 8  | 8  | 14 | 36 | 44 | -8   |

Résultat
- Champion d'Algérie 1964-1965

Relégation
- Relégation en Division d'Honneur 1965-1966

Abréviations
T : Tenant du titre

C : Vainqueur de la Coupe d'Algérie 1964-1965

### Coupe d'Algérie

#### Rencontres
| Date             | Tour                       | Adversaire | Stade (ville)           | Résultat | Buteurs pour l'MOC |
| 22 novembre 1964 | Trente-deuxièmes de finale | CA Mila    | -                       | 4-0      | -                  |
| 13 décembre 1964 | Seizièmes de finale        | JSM Skikda | Stade Abdelkader-Chabou | 1 -2     | -                  |